# Peter Debnár
Peter Debnár (8. října 1941, Bratislava – 8. června 2004, Bratislava) byl slovenský herec a divadelní režisér.

## Život
Původně vystudoval režii na VŠMU v Bratislavě (1966). Postupně působil v Žilině (1964–1965) a v bratislavských souborech Divadlo Na korze, Nová scéna 1971–1990 – v letech 1984–1986 i jako umělecký šéf) a Divadlo Astorka Korzo '90. Po několika režiích se po roce 1968 natrvalo zaměřil na hereckou tvorbu a režii se věnoval jenom sporadicky. Zazářil v divadelních inscenacích Čekání na Godota (1968), Les (1971). Zahrál si i v několika filmech a v televizních inscenacích, uplatnil se i v dabingu. V posledních letech života se kvůli zdravotním problémům stáhl do ústraní.

## Filmografie
- 1961 Vždy možno začať (poslucháč)
- 1963 Ivanov
- 1966 Majster kat (Emilko Targo)
- 1968 Údolie večných karaván (Pálenčiar)
- 1968 Zbehovia a pútnici (ženich)
- 1969 Sladké hry minulého léta (Goya)
- 1970 Zločin slečny Bacilpýšky (medvedík Maťo)
- 1972 Ľalie poľné (mnich pošťák)
- 1972 Návraty
- 1975 Pacho, hybský zbojník (Peter)
- 1978 Dievča z jazera (Bradáč)
- 1982 Za humny je drak (Černovous)
- 1986 Safari (TV seriál)
- 1987 Válka volů  (vojevůdce Heinrich) - (TV seriál)
- 1988 Hurá za ním! (Feňa Kramář)
- 1990 Svědek umírajícího času